# Elsa von Corswant
Elsa von Corswant (* 18. Januar 1875 in Krummin; † 1957 auf Gotland, Schweden. Vollständiger Name Elsa Friederike Anna Emilie von Corswant) war eine deutsche Malerin und erste Künstlerin der Insel Usedom. Ihr Werk ist der impressionistisch geprägten Freilichtmalerei zuzuordnen.

## Leben
Elsa von Corswant entstammte der adeligen Familie von Corswant. Sie war die Tochter des Krumminer Rittergutsbesitzers Richard von Corswant (1841–1904). Zusammen mit ihren beiden Brüdern erhielt sie von verschiedenen Hauslehrern Privatunterricht. Ab 1884 wurde sie von der Lehrerin Emma Braesicke unterrichtet und später von Fräulein Löwe, der Nichte des bekannten Stettiner Komponisten und Organisten Carl Löwe. Von 1888 bis 1891 besuchte sie das Kaiserin-Augusta-Stift und das Gymnasium in Berlin-Charlottenburg.
Sie wurde in Berlin bei Wilhelm Feldmann und Leo von König sowie bis 1903 in München bei Christian Landenberger und Moritz Weinhold künstlerisch ausgebildet. Anschließend zog sie nach Berlin. In den Jahren 1905 und 1908 unternahm sie Studienreisen nach Italien, 1906 hielt sie sich in Paris auf. Sie befasste sich vor allem mit der italienischen Renaissance und der französischen Plenairmalerei.
Ab 1907 lebte und arbeitete sie in Berlin, wo sie Beachtung fand und in das künstlerische Leben integriert war. In den Sommermonaten hielt sie sich in Krummin auf, wohin sie sich bei Beginn des Ersten Weltkriegs ganz zurückzog. In den 1920er Jahren lebte sie in Wolgast, 1937 zog sie nach Greifswald. Im Herbst 1945 verließ die 70-jährige Elsa von Corswant die Sowjetische Besatzungszone, zog nach Schweden und ließ einen Teil ihrer Werke und Porträts aus dem Familienbesitz in einem Versteck in der Kirchenloge der Krumminer Kirche zurück.
Ihr Werk umfasst neben Porträts von Familienangehörigen und Wolgaster Bürgern vor allem Genrebilder und Landschaftsbilder des Usedomer Hinterlandes abseits der Strände sowie der nordwestdeutschen Nordsee und Heidelandschaften. Beeinflusst durch die Berliner Secession, fand sie zu einem großzügigen Farbauftrag.
Sie starb auf Gotland und wurde in Krummin begraben.